# Lac Maskinongé (Mont-Tremblant)
Lac Maskinongé är en sjö i Kanada. Den ligger i regionen Laurentides och provinsen Québec, i den sydöstra delen av landet, 110 km nordost om huvudstaden Ottawa. Lac Maskinongé ligger 197 meter över havet. Arean är 1,1 kvadratkilometer. Den sträcker sig 1,1 kilometer i nord-sydlig riktning, och 1,9 kilometer i öst-västlig riktning.
I omgivningarna runt Lac Maskinongé växer i huvudsak blandskog. Runt Lac Maskinongé är det glesbefolkat, med 12 invånare per kvadratkilometer.